# Brais Martínez
Brais Martínez Prado (Vigo, Pontevedra, 13 de diciembre de 2001), más conocido como Brais Martínez,  es un futbolista español que juega como defensa en el Burgos C. F. de la Segunda División de España.

## Trayectoria
Nacido en Vigo, Pontevedra, se formó en las categorías inferiores de la Escuela Val Miñor de Nigrán, donde jugó hasta categoría juvenil. En la temporada 2020-21, tras acabar su etapa de juvenil con el conjunto de Nigrán, firmó por el Alondras C. F. de la Tercera División.
El 8 de julio de 2021 fichó por el Bergantiños C. F. de la Segunda Federación, donde disputó 30 partidos.
El 6 de julio de 2022 se incorporó a la primera plantilla del Racing Club de Ferrol. En su primer año ayudó al equipo a conseguir el ascenso a la Segunda División, categoría en la que compitió durante dos temporadas. Se marchó en julio de 2025 al Burgos C. F. a cambio de un porcentaje de un futuro traspaso.